# Astragalus uniflorus
Astragalus uniflorus es una especie de planta del género Astragalus de la familia Fabaceae, orden Fabales.

## Descripción
Hierba o arbusto pequeño, que crece extendiéndose cerca del suelo; posee mucho follaje de color verde vivo. Hojas compuestas pinnadas, alternas, con 3 -12 pares de láminas foliares oblongas, menudas, de 0.4-1 cm de longitud, con el margen entero, el ápice y la base agudos. Flores usualmente solitarias, de unos 2 cm de longitud, con la corola de color morado vivo. Frutos legumbres pequeños. 

## Distribución
Esta planta se encuentra en la zona Altoandina de Perú, y abunda en la Sierra Central y Sur del país, por encima de los 3500 msnm, sin embargo, también se reportó el crecimiento de esta especie en Salta, Tucumán (Argentina). 

## Taxonomía
Fue descrita por el botanista suizo Augustin Pyramus de Candolle, en 1802. Publicada en el libro Astragalogia 243, pl. 50. 

## Usos
Se usa de forma ornamental por sus bellas flores, pero es preciso mencionar que algunas especies de este género son tóxicas. También, en la Reserva Nacional de Junín, se estudió a esta planta como amenaza a los pastizales de humedales para el pastoreo, concluyendo como no deseables y tóxicas para el consumo del ganado ovino. 